# Station Newhey
Newhey is een spoorwegstation van National Rail in Newhey, Rochdale in Engeland. Het station is eigendom van en wordt beheerd door Manchester Metrolink. 